# Stazione di Sizzano
La stazione di Sizzano è una fermata ferroviaria della linea Novara-Varallo al servizio dell'omonimo comune e priva di traffico.

## Storia
La stazione entrò in funzione il 22 febbraio 1883, in concomitanza all'attivazione del tronco Vignale-Romagnano Sesia con il solo binario di corsa raccordato al binario merci.
A seguito della statizzazione delle ferrovie, tra il 1905 e il 1906, la linea originariamente gestita dalla Società per le Strade Ferrate del Mediterraneo venne incorporata nella rete statale e l'esercizio degli impianti fu assunto dalle Ferrovie dello Stato.
In occasione dei consistenti lavori di riqualificazione operati nel 1991/1992 venne eliminato il binario merci.
Dal 2000 la gestione dell'intera linea, e con essa quella della fermata di Sizzano, passò in carico a Rete Ferroviaria Italiana la quale ai fini commerciali classifica l'impianto nella categoria "Bronze".
La fermata rimase senza traffico dal 15 settembre 2014 per effetto della sospensione del servizio passeggeri sulla linea.
L'impianto ritornò attivo per eventuali fermate dei treni storici a partire dal dicembre 2015 (già attivi sulla linea dal 24 maggio 2015, in occasione di Expo). Negli anni successivi, tuttavia, tale iniziativa non fu rinnovata.

## Strutture e impianti
L'attuale fermata è dotata del solo binario di corsa della linea ferroviaria. È presente una banchina per l'imbarco dei passeggeri dotata di due panchine in cemento armato non coperte per l'attesa.
La stazione dispone di un fabbricato viaggiatori sviluppato su due piani. L'edificio, a pianta rettangolare, è completamente chiuso all'utenza. Il primo terra, tinteggiato di bianco, ospitò i servizi ai viaggiatori quali sala d'attesa e biglietteria; il primo è adibito ad abitazione privata. Accanto al fabbricato viaggiatori è collocato un edificio di dimensioni minori, sviluppato su un solo piano, che ospita i servizi igienici.

## Movimento
La stazione era servita da treni regionali di Trenitalia fino al 15 settembre 2014, giorno in cui è stato sospeso sulla linea il servizio viaggiatori per decisione della Regione Piemonte e sostituito da autocorse.